# プランチュ
プランチュ (Plantu; 本名：ジャン・プランチュルー(Jean Plantureux); 1951年3月23日 - ) は、フランスの漫画家、風刺画家である。彼はまた、風刺版画家として知られるオノレ・ドーミエに倣って風刺的な人物小像を作製している。

## 経歴
プランチュの父親はフランス国有鉄道 (SNCF) のインダストリアルデザイナーであった。
アンリ4世高等学校 (lycée Henri-IV) で学び、1969年にバカロレアを取得。演劇かバンド・デシネを勉強したかったのだが、両親の希望で医学校に入学。2年後にブリュッセルのサン＝リュック美術学院 (Écoles supérieures des arts Saint-Luc) でエディ・パープの指導のもとに3か月間デッサンを学んだ。

### 『ル・モンド』紙の風刺画家
政治に深い関心を寄せ、専ら政治風刺画を描くようになったが、経済的な問題があったためフランスに戻り、1972年に『ル・モンド』紙に初めて自作を掲載した。この風刺画はベトナム戦争に関するものだった。
1985年からは毎日『ル・モンド』紙に風刺画を掲載し、1980年から86年にかけては、若者向けの雑誌『フォスフォール (Phosphore)』にも掲載した。さらに1991年から『レクスプレス』でも週1回のコラムを担当した。
1987年にはテレビ局TF1のミシェル・ポラックの番組『反論権』（放映期間：1981～1987年）にも出演した。これは即興で風刺画を書いてスクリーンに映し出すもので、『シャルリー・エブド』のシネ (モーリス・シネ)、ジョルジュ・ウォランスキ、カビュ、シャルブなども出演し、やがて彼らと一緒に1992年に再開した『シャルリー・エブド』に加わることになった。

### 国際的な活躍
1991年、チュニスで開催された個展でパレスチナ解放運動の指導者ヤセル・アラファトに会い、自作を見せる機会を得た。アラファトはプランチュが描いたイスラエルの国旗の画にダビデの星を描いた。
翌1992年には今度はエルサレムでイスラエルの風刺画家ミシェル・キシュカが企画した風刺画家の集まりに参加し、当時イスラエルの外相だったシモン・ペレスに会う機会を得た。ペレスはアラファトがダビデの星を描いたプランチュの画に署名。プランチュの一枚の画がアラファトとペレスをつなぐことになった。プランチュは「画が仲介役を担い、事態を進展させることがあると知った」と語っている。オスロ合意（1993年）の前年のことである。
同じく1992年、ヨルダンのアンマンで行われたフランソワ・ミッテラン大統領とフセイン国王の記者会見に出席し、報道陣席から二人に向かって中東情勢に関する風刺画を見せ、ミッテラン大統領に意見を求めた。「前もって見せて意見を求めるべきだった」と言うミッテランの不機嫌な反応が逆に場を和ませた。
2005年のムハンマド風刺漫画掲載問題およびムハンマドの風刺画を掲載したデンマークの保守系紙『ユランズ・ポステン』と表現の自由を支持する西側諸国への報復としてイランでホロコースト風刺画コンテストが開催され物議を醸したことを受けて、2006年秋、プランチュはノーベル平和賞を受賞したコフィー・アナン国際連合事務総長とともに世界各国から風刺画家12人（米国、日本、メキシコ、デンマーク、イスラエル、パレスチナ、ケニヤ）を集めてニューヨークの国連本部で「不寛容を捨てて、平和のために描こう」と題するシンポジウムを開催。この結果、異なる信仰・文化に生きる人々の相互理解・尊重を促進するために「平和のための風刺漫画」を立ち上げた。
2010年12月、中東諸国との協力による「平和のための風刺漫画」の活動により、在仏カタール大使館ムハンマド・アル・クワーリ（Mohamed Jaham Al-Kuwari）から「アラブ文化首都ドーハ (Doha Capitale Culturelle Arabe)」賞（賞金10,000ユーロ）を贈られた。プランチュは受賞演説で、「一本の鉛筆のお蔭で、ユダヤ教徒、キリスト教徒、イスラム教徒、不可知論者、無神論者らが集まり、再会し、意見交換し、いわば表現の自由のバロメーターになった。今日、個人的な意見を表現するのはますます難しくなっているが、今回、ドーハは、西側諸国とイスラム諸国の関係においてどれほど多くの出会いがあったかを証明した。風刺漫画家同士のこうした出会いの機会が増えれば増えるほど、我々は異なる文化を理解することができる」とした。
同じく2010年に、「ムハンマドを描いてはいけない (Je ne dois pas dessiner)」というムハンマドの風刺画が「報道の自由のためのカナダ委員会 (Comité canadien pour la liberté de la presse)」主催の第10回国際風刺画コンクールで1位に輝いた。これはこのイスラム教の教えに対する巧妙な風刺であり、「ムハンマドを描いてはいけない」と小さな字で書かれた文を何十もつなげて複雑な一筆書きのようなムハンマドを描いた画であり、併せてこれを塔の上から監視するイスラム指導者と思われる人物も描かれている。

### 評価、論争
1988年に「マム賞 (prix Mumm)」、1989年に「ブラックユーモア賞」を受賞した。
1991年、「アンジェ・スクープ・フェスティバル」で「稀覯文書賞 (Prix du document rare)」を受賞した。
1995年、『ル・モンド』紙の風刺画家だったプランチュは同紙の内部体制を批判し、特に幹部のジャン＝マリー・コロンバーニとエドウィ・プレネルについて、「330人のジャーナリスト全員が民主的に自分たちの新聞に責任を負うべきであって、たった2人の人間の言いなりになるのはおかしい。懸念されるのは、まさに一部のジャーナリストが怖気づいていることだ。『耳を聾するほどの沈黙』は砲声や轟々たる非難より恐ろしい」と非難していた。もともとプランチュと幹部の関係は緊張をはらんでいたが、突然、幹部が「今後、プランチュは一面記事と関係のある画を描かなければならない、彼自身がテーマを選ぶことはできない」という決定を下したため、大規模な抗議デモを引き起こすことになった。2003年、ジャーナリストのピエール・ペアンとフィリップ・コーエンが当時ル・モンド社を牛耳っていたコロンバーニ、プレネル、そしてアラン・マンクを批判する書物『ル・モンドの隠された顔 (La Face cachée du Monde)』を発表して話題になり、売上も20万部に達したが、この本にプランチュは「『ル・モンド』の新幹部に公然と盾突くことができる数少ない人間の一人だ」と書かれており、ようやく彼の行動の正しさが一般に認められることになった。
1996年、パリ破毀院で、裁判に関するプランチュの風刺画と人物小像の展示会が行われた。同年、第1回ガット・ペリヒ国際ユーモア賞を受賞。この直後、オテル・ドゥルオーで彼の風刺画が競売にかけられた。
1998年、フランス郵政公社が「国境なき医師団」を描いたプランチュの画を切手にして発売した。この他にも、アウシュヴィッツ＝ビルケナウ強制収容所の解放60周年を記念した画、教育の普及を目指すフランス教育連盟の設立150周年を記念した画が切手になっている。
公金横領と背任の疑いがかけられていたジャック・シラク大統領を批判する「本当に彼女は眠っているのか」と題する風刺画が物議をかもした。シラクがまどろむマリアンヌ（フランスの象徴）を後背位で犯す画であった。また、キリストがアフリカに向かってコンドームを投げている画、「神の意志は計り知れない」と題して司祭の小児性愛を風刺した画、司祭らの性的虐待に対する教皇の曖昧な態度を風刺した画などの一連の宗教・教会権力批判の画ついても反人種差別およびフランス人・キリスト教徒アイデンティティ尊重のための総同盟などのキリスト教団体から抗議を受けることになった。

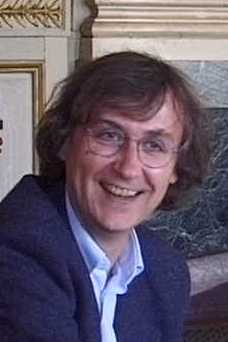
憲法評議会にで (1997年)

なお、風刺画については、やはりムハンマド風刺漫画掲載問題を受けて2007年5月16日、ジュネーブで開催された国連主催の討論会「冒涜の休戦」を宣言した。「鷲鼻のユダヤ人やイスラエル人を描いていた中東の風刺画家」もまた「休戦」せざるを得なくなったと言う。これについて『シャルリー・エブド』の編集長・風刺画家シャルブは、「プランチュにとっての宗教批判は人種差別と同次元に置かれるものなのか」と批判している。
2013年9月、ベルギーのリエージュ大学から名誉博士号を贈られた。
2016年7月、ポルトガルのポルトで開催された第18回ポルト風刺画世界フェスティバルで彼の作品「ヴィヴァ・ユートピア」が第3位に輝いた。
2016年6月4日から8月28日までディナールの「アート・フェスティバル・パレ」で「平和のための風刺漫画」主催の大規模な回顧展が開催された。
2018年3月20日から6月3日まで、フランス国立図書館が「プランチュ - 風刺漫画の50年」と題する回顧展を開催し、プランチュの作品約150点が展示された。
1995年頃から、プランチュの画に可愛いネズミが描かれるようになった。どのような意味があるのかという質問に、「特別な意図があって描いているわけではない。そういう質問はちょっと困る。答えると、あの小さなネズミに私自身が望まないような重要性を与えることになるから」と語っている。